# جنگل‌های همیشه‌سبز کره جنوبی
جنگل‌های همیشه‌سبز کره جنوبی (به لاتین: Southern Korea evergreen forests) یک منطقهٔ مسکونی و جنگل در کره جنوبی است.